# Okręg Montargis
Okręg Montargis (fr. Arrondissement de Montargis) – okręg w środkowej Francji. Populacja wynosi 167 tysięcy.

## Podział administracyjny
W skład okręgu wchodzą następujące kantony:
- Amilly,
- Bellegarde,
- Briare,
- Châlette-sur-Loing,
- Château-Renard,
- Châtillon-Coligny,
- Châtillon-sur-Loire,
- Courtenay,
- Ferrières-en-Gâtinais,
- Gien,
- Lorris,
- Montargis.